# Пузик, Валентина Ильинична
Валенти́на Ильи́нична Пу́зик (в рясофоре Варсонофия; в монашестве и в схиме Игнатия). (19 января [1 февраля] 1903, Москва — 29 августа 2004, Москва) — советский учёный в области фтизиатрии, профессор, православный гимнограф, схимонахиня.

## Биография
Отец Валентины Ильиничны происходил из крестьян Гродненской губернии в Белоруссии. После военной службы он остался в Москве и работал служащим в управлении Киево-Воронежской железной дороги, умер в 1915 году от туберкулёза. Мать — Екатерина Севостьяновна (в девичестве Абакумцева), портниха по профессии, в 30-х годах приняла иноческий постриг (в монашестве Авраамия).
Училась в женском Николаевском коммерческом училище на Новой Басманной. После окончания коммерческого училища в 1920 году поступила на естественное отделение физико-математического факультета 1-го МГУ, а после организации в 1923 году биологического отделения продолжила обучение там.

### Профессиональная деятельность
После окончания университета в 1926 году начала работать в области патоморфологии туберкулёза под руководством известного фтизиопатолога В. Г. Штефко. С 1945 по 1974 год возглавляла лабораторию патоморфологии туберкулёза в Государственном туберкулёзном институте (позднее Центральный научно-исследовательский институт туберкулёза Академии медицинских наук СССР). В 1934 году по совокупности научных трудов присуждена ученая степень кандидата медицинских наук. В 1940 г. защитила докторскую диссертацию на тему "Патологическая морфология бронхогенных форм легочного туберкулёза в возрастно-анатомическом освещении", а в 1947 г. удостоена звания профессора.
Научные интересы: Туберкулез и конституция человека, патоморфоз, иммуноморфология и бронхогенные формы туберкулеза, морфология вакцинального процесса, вызванного БЦЖ, латентный микробизм и начальные (малые) формы первичного туберкулеза, процессы заживления туберкулезного процесса в условиях антибактериальной терапии, морфологические реакции цнс при туберкулезе, патологическая анатомия туберкулеза в современных эпидемиологических условиях, возрастное развитие бронхов, сердца, желез внутренней секреции и др. 
Ей принадлежит более 200 научных работ в разных областях медицины, в том числе семь монографий. Многие из них признаны крупными теоретическими трудами. Фактически, она стала основателем собственной школы патологов-фтизиатров, которые работают на всей территории бывшего Советского Союза. Её научные заслуги отмечены наградами – (орденом Красного Знамени, девятью медалями, званием заслуженного работника медицины), а её научно-исследовательская деятельность уже в 1940-е годы нашла признание также у зарубежных коллег.
Отличительная черта: Высокая трудоспособность, широкий научный кругозор, философский склад ума, владела французским и немецким языками, энциклопедическая память, обладала научной интуицией и даром особого доверительного общения с людьми.
После окончания профессиональной деятельности в 1984 году полностью посвятила себя монашескому деланию.

### Монашеское служение
Её первые церковные впечатления связаны с храмом первоверховных апостолов Петра и Павла на Новой Басманной в Москве. Ещё во время обучения в университете произошло важное событие, определившее всю последующую жизнь молодой девушки. В 1924 году во время говения при посещении Высоко-Петровского монастыря произошла её встреча на исповеди с архимандритом Агафоном (Лебедевым) (в схиме Игнатием). Она стала его духовной дочерью. С середины 1920-х годов вокруг отца Игнатия складывается духовная семья, многие члены которой тяготели к монашескому пути; в стенах Высоко-Петровского монастыря многие юноши и девушки стали принимать тайный постриг. Здесь они под руководством старцев постигали основы духовной жизни, оставаясь при этом на своей мирской работе или учёбе, что входило в их монашеское послушание.
В 1928 году, от руки своего духовного отца Игнатия, Валентина приняла тайный постриг в рясофор с именем Варсонофия — в честь святителя Варсонофия Казанского. В начале 1939 года инокиня Варсонофия приняла постриг в мантию, которую совершил архмандрит Зосима (Нилов). Имя в мантии ей было дано в память о её старце — в честь священномученика Игнатия Богоносца. По благословению духовного отца мать Игнатия продолжала работать по специальности, воспринимая научно-исследовательскую деятельность как послушание, подобное монастырскому.
С середины 1940-х годов её научная деятельность дополнялась литературным трудом духовного содержания. В 1945 году появилась первая её книга — жизнеописание духовного отца схиархимандрита Игнатия (Лебедева). В 1952 году она написала книгу о созданной им монашеской общине. Позднее были написаны и другие книги, в которых мать Игнатия размышляла о жизни Церкви, её истории, о действиях Промысла Божия в современном мире и в жизни современного человека. Среди них воспоминания о старцах Высоко-Петровского монастыря, о Святейших патриархах Сергии и Алексии I. Монахиня Игнатия тесно сотрудничала с журналом «Альфа и Омега», публикуясь под псевдонимом монахиня Игнатия (Петровская). Некоторые из её трудов также были опубликованы в «Богословских трудах». 

Гимнография
С начала 1980-х годов монахиня Игнатия занималась гимнографическим творчеством. Часть созданных ею Служб вошли в богослужебный обиход Русской Православной Церкви. Среди них службы:
- святителю Игнатию Брянчанинову;
- патриарху Иову;
- благоверному князю Димитрию Донскому;
- преподобному Геману Зосимовскому
- преподобному Зосиме (Верховскому)
- Собору Белорусских святых
- Собору Смоленских святых
- Собору Казанских святых
- Валаамской иконе Божией Матери
- ряду святых, представленных к прославлению

Публикации
Монахине Игнатии принадлежит цикл статей, посвящённых исследованию литургического предания Православной церкви, в частности православной гимнографии:
- Преподобный Косьма Маиумский и его каноны (1980)
- Преподобный Иоанн Дамаскин в его церковно-гимнографическом творчестве (1981)
- Литургическое наследие преподобного Иоанна Песнописца (1981, 1984)
- Святой Герман, патриарх Константинопольский, как гимнограф церковный (1981)
- Церковно-песнотворческие труды инокини Кассии (1982)
- Место Великого канона преподобного Андрея Критского и других его произведений в песнотворческом достоянии Церкви (1983)
- Песнотворчество преподобного Феодора Студита в Триоди Постной (1983)
- Жизнь и творения преподобного Феофана Начертанного (1984)
- Труды русских песнотворцев в Киевский период (1986)
- Опыт литургического богословия в трудах русских песнотворцев (1987)

24 апреля 2003 года в Великий Четверг в храме преподобного Сергия Радонежского Высоко-Петровского монастыря монахиня Игнатия была пострижена в великую схиму с сохранением имени, но теперь её небесным покровителем стал новопрославленный преподобномученик Игнатий (Лебедев) — её духовный отец.
Умерла схимонахиня Игнатия 29 августа 2004 года на 102-м году жизни, из которых 76 лет прожила в монашестве. Отпевание состоялось 31 августа в храме Пимена Великого в Новых Воротниках. Погребена схимонахиня Игнатия на Ваганьковском кладбище.